# کوربین فیشر
کوربین فیشر یک استودیو فیلمآمریکایی با تمرکز در پورنوگرافی همجنسگرایانه بوده و مستقر در لاس وگاس، نوادا است. استودیو دارای یک وب سایت با دامنه CorbinFisher.com است؛ دیگر وب سایت‌های متعلق به این شرکت عبارتند از: AmateurCollegeMen.com ,AmateurCollegeSex.com ,CFSelect.com CorbinFisherLive.com ,CorbinsCoeds.com و ShopCorbinFisher.com. بنیانگذار کوربین فیشر که با همین نام به عنوان اسم مستعارش شناخته می‌شود، شروع به فیلمبرداری از مردان و ساخت فیلم در طول اوقات فراغت خود نموده و در سال ۲۰۰۴، وب سایت CorbinFisher.com را راه اندازی کرد. این شرکت اولین فیلم دی وی دی تمام قد خود را در سپتامبر ۲۰۰۸ بیرون داد. از سال ۲۰۰۹، این شرکت با استودیوی اروپایی بِل آمی در تولید فیلم و توزیع متقابل، همکاری کرده است.

## دی وی دی‌های منتشر شده
- بهترین‌های لوکاس: جلد ۱ (۲۰۰۸)
- ۳-راه: جلد ۱ (۲۰۰۸)
- اولین دفعات: جلد ۱ (۲۰۰۹)
- لوکاس و داوسون - پایین زیر(۲۰۰۹)
- پایین در مزرعه (۲۰۰۹)
- برادری/خواهری میکسرها (۲۰۱۲)
- دانشجوی سال اول کلاس: جلد ۱ (۲۰۱۲)
- جداول ضرب (۲۰۱۲)
- پورا ویدا (۲۰۱۳)
- مگنا با صدای بلند انزال می‌شود (۲۰۱۳)
- داغ، پاره‌پاره و خام (۲۰۱۴)
- کانر از بند رها شده (۲۰۱۴)